# المؤتمر الإفريقي للتجديد
المؤتمر الأفريقي للتجديد (بالفرنسية: Congrès Africain pour le Renouveau–Dunya)‏ كان حزبا سياسيا في بنين.

## التاريخ
تأسس الحزب في 11 يوليو 1998 انفصالاً عن جبهة العمل للتجديد والتنمية.  في انتخابات 1999 حصل على 3.3٪ من الأصوات وفاز بثلاثة مقاعد.  أصبح غابي أورو سيغو أورو وألبرت سيناتوكو وسالي ساكا نوابًا للحزب. 